# Minnie Weisz
Minnie Weisz es una fotógrafa y artista visual británica.

## Biografía
Weisz nació en Londres, Inglaterra. Su padre, George Weisz, es un ingeniero mecánico de Hungría. Su madre, Edith Ruth (de soltera Teich, murió en marzo de 2016), fue una maestra y psicoterapeuta de Viena, Austria. Sus padres se fueron al Reino Unido alrededor de 1938, antes del estallido de la Segunda Guerra Mundial, para escapar de los nazis. El erudito Reverendo James Parkes ayudó a su madre y a la familia de su madre a abandonar Austria para ir a Inglaterra. Su padre es de una familia judía. La ascendencia de su madre es austriaca-judía, vienesa e italiana; la madre de Weisz se convirtió formalmente al judaísmo al casarse con el padre de Weisz. El abuelo materno de Weisz fue Alexander Teich, un activista judío que había sido secretario de la Unión Mundial de Estudiantes Judíos. Su hermana mayor, Rachel Weisz, es una popular actriz ganadora de un Premio de la Academia.

## Carrera
Weisz recibió una maestría en Comunicación, Arte y Diseño en el Royal College of Art. Se especializa en la técnica de la cámara oscura. Ella adapta este método para convertir salas enteras en cámaras por toda Europa. Se ha descrito a sí misma (con respecto a su actividad artística) como una detective de la arquitectura.